# Gustave de Molinari
Gustave de Molinari (3 de março de 1819 - 28 de janeiro de 1912) foi um economista nascido no Reino Unido dos Países Baixos e associado aos economistas adeptos do laissez-faire, tais como Frédéric Bastiat e Hippolyte Castille.

## Biografia
Durante toda sua vida, junto com outros economistas, Molinari defendeu a paz, o livre comércio, a liberdade de expressão, a livre associação (incluindo sindical) e  todas liberdades negativas e opôs-se a escravidão, colonialismo, mercantilismo, protecionismo, imperialismo, nacionalismo, corporativismo, intervenção econômica, controle governamental das artes e educação e, em geral, tudo o que considerava ser restritivo da liberdade. Vivendo em Paris nos anos de 1840, entrou para a Free Trade League (Liga do Livre Comércio), animado por Frederic Bastiat. Em seu leito de morte em 1850 Bastiat descreveu Molinari como o continuador de seu trabalho.
Em 1849, imediatamente após a revolução do ano anterior, Molinari publicou dois trabalhos: um ensaio, The Production of Security (Da Produção de Segurança), e o livro, Les Soirées de la Rue Saint-Lazare, descrevendo como um livre mercado de justiça e proteção poderia vantajosamente substituir o estado. Em Les Soirées ele diz:
| “ | O monopólio do governo não é melhor do que qualquer outro. Qualquer governo prestará um mal e caro serviço quando não tiver competição a temer, quando os governados forem privados do direito de livremente escolher outros governos. Conceda a um dono de mercearia o exclusivo direito de suplir uma vizinhança, evite que os habitantes dessa vizinhança comprem bens de qualquer outra mercearia dentro ou fora da região, e você verá quão detestável o privilegiado comerciante será e que preços praticará! Você verá as despesas dos infelizes consumidores crescerem junto com a arrogância do merceeiro. Bem, o que é verdadeiro para os serviços mais humildes não é menos verdadeiro para os mais importantes. O monopólio do governo não é diferente do monopólio do nosso merceeiro. A produção de segurança inevitavelmente torna se cara e ruim quando organizada sob monopólio. É o monopólio da segurança a principal causa das guerras que tem assolado a humanidade. | ” |

No prefácio da tradução para o inglês Murray Rothbard chamou - Da Produção de Segurança - de a primeira apresentação na história humana do que é agora chamado de anarco-capitalismo, apesar de admitir que Molinari não usou a terminologia, e que provavelmente teria recusado o termo. O economista austríaco Hans-Hermann Hoppe disse que o artigo de 1849 - Da Produção da Segurança - é provavelmente a mais importante contribuição a moderna teoria do anarco-capitalismo.
Nos anos de 1850 Molinari fugiu para a Bélgica para escapar das ameaças do imperador Napoleão III. Ele retornou a Paris nos anos de 1860 para trabalhar no influente jornal, Le Journal des Debats, que editou de 1871 a 1876. Molinari ainda editou Journal des Économistes, a publicação da sociedade de economia política francesa, de 1881 a 1909. Em seu livro de 1899 The Society of Tomorrow (A Sociedade de Amanhã), ele propôs um sistema federativo de segurança coletiva, e reiterou seu apoio a competição das agências privadas de defesa.
O túmulo de Molinari está em Paris no cemitério Père Lachaise.